# Bergsåker
Bergsåker är en stadsdel i stadsdelsområdet Bergsåker i västra Sundsvall. Stadsdelen gränsar i nordväst till Lillhällom och i norr till Österro. Söder om Bergsåker ligger småorten Kungsnäs med Selångers kyrka. Norr om Bergsåker finns Uvberget, ett rekreations- och strövområde i byn Huli.
I Bergsåker ligger Bergsåkers travbana och på Selånger IP arrangeras årligen Selånger marknad som vid flera tillfällen blivit vald till Sveriges bästa marknad. Marknaden arrangeras av Selånger SK Idrottsallians som består av Selånger Skid- och Orienteringsklubb, Selånger SK Fotboll och Selånger SK Bandy som bedriver mycket av sin verksamhet i Bergsåker. Bergsåker skola ligger centralt och har klasser från 3:an till 9:an och det finns även flera förskolor i området.